# Opisthostoma perspectivum
Opisthostoma perspectivum là một loài ốc biển trong họ Diplommatinidae. Nó là loài đặc hữu của Malaysia. Môi trường sống tự nhiên của chúng là các khu rừng ẩm ướt đất thấp nhiệt đới hoặc cận nhiệt đới. Nó bị đe dọa do mất môi trường sống.